# Патристика
Патристиката (от гр. Πατήρ, лат. Pater – баща) е философията и теологията на Отците на църквата, т.е. наследството, като своеобразно символ верую на духовните и религиозни водачи на християнството до VII век. Учението на Отците на църквата, заляга в основата на християнския религиозен светоглед. Патристиката допринася неимоверно за формирането на етиката и естетиката на късноантичното и средновековно общество.
В патристиката се формира римско и гръцко (византийско) направление. Исторически и традиционно в патристиката се прави следното поделяне /разделение/:
1. Апостолски мъже, пряко свързани с апостолите на вярата.
2. Апологети, т.е. защитници от II век, опитващи се да докажат съвместимостта на християнската вяра с древногръцката философия, представящи понякога или предимно християнството като нова философия (Юстин Философ, Атинагор от Атина, Тациан Сирийски, Тертулиан). Влизат в спор с гностиците.
3. III и началото на IV век се характеризира с първите опити за систематизиране на раннохристиянската теология и различното представяне на природата на Христос, което довежда до многобройни опити за разрешаване на този трансцендентален въпрос. Противоречие във възгледите, въплътени от една страна от тезата на Атанасий I Александрийски (295 – 378), който твърди, че Христос е божествен, и от друга – в отричането от Арий на неговата божественост. Макар че философията на Климент Александрийски не е систематизирана, Ориген, заимствайки от древногръцката философия понятия, в значителна степен я „помирява“ с идеите на неоплатониците, създавайки по този начин първата богословската система на/във християнството (виж Александрийска философия).
4. IV и началото на V век – Християнството за първи път започва да изследва история си. Догмата за Света Троица скоро ще получи своите заключителни думи. Евсевий Кесарийски, склонявайки към арианизъм пише първата история на църквата и нейните догми като твърди, че Платон и древногръцката философия като цяло ѝ повлияват – чрез Стария завет, и в частност – на Моисей. Трима големи кападокийци, които са били под влиянието на Платон и Ориген, са ангажирани в систематизиране на теологията, в противовес на арианизма.
5. Към края на IV век с приключване на процеса на формулиране на догмите и укрепване на църквата (вече като публична институция), особено след приемане през 313 г. от император Константин Велики на християнството като официална религия (държавна религия), патристиката придобива ярко изразен църковно-политически характер. След Иларий Пиктавийски (310 – 367) и Амвросий Медиолански (340 – 397), Свети Августин Блажени поставя на първо място в патристиката практичността на църковната теология (богословие) на църквата с претенциите ѝ за спасение на душите наши и святото ѝ посредничество между хората и бог. Със своето учение за Божието царство (и на земята), Августин Блажени полага фундамента на историческата метафизика. Срещу неговата теоретично-практична религиозна концепция се бори Пелагий (виж Пелагианизъм).

Православната традиция, т.е. византийското (виж и Византийско-славянска цивилизация) направление в патристиката особено цени и почита, слагайки на пиедестал дейността и проповедите на един от църковните отци – Йоан Златоуст.